# Радослава Славчева
Радослава Славчева е родена на 18 юли 1984 във Велико Търново, България. Национална състезателка, играеща на поста защитник.

## Кариера
Има 16 мача в европейските клубни турнири (14 с Медик (Конин) и 2 с ЕлПи Суперспорт (София). Дебютният мач с нейния ЕлПи Суперспорт (София) в евротурнирите е на 22.07.2004 срещу Славия (Прага), който губи с 0:3, а дебютът ѝ в националния отбор на България е в квалификационен мач за европейско първенство на 18.11.2006 срещу Естония при победата с 5:0.

## Успехи
- Шампион на Полша с Медик (Конин) (4): 2012/13, 2013/14, 2014/15, 2015/16
- Шампион на Украйна с Нефтохимик (Калуш) (1): 2007
- Носител на Купата на Гърция с Амазония (Драма) (1): 2009